# Brzózki (Nowe Warpno)

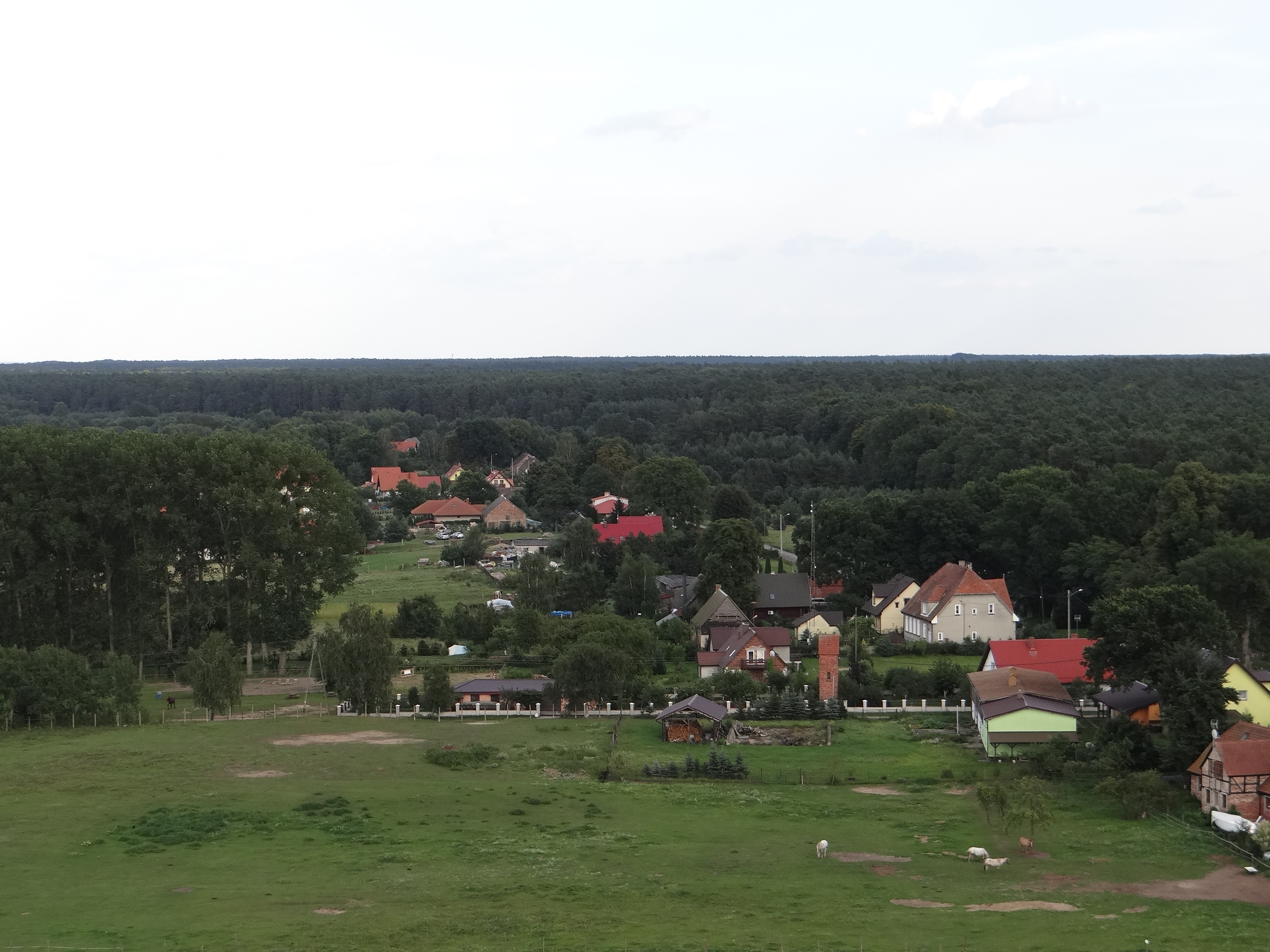
Panorama

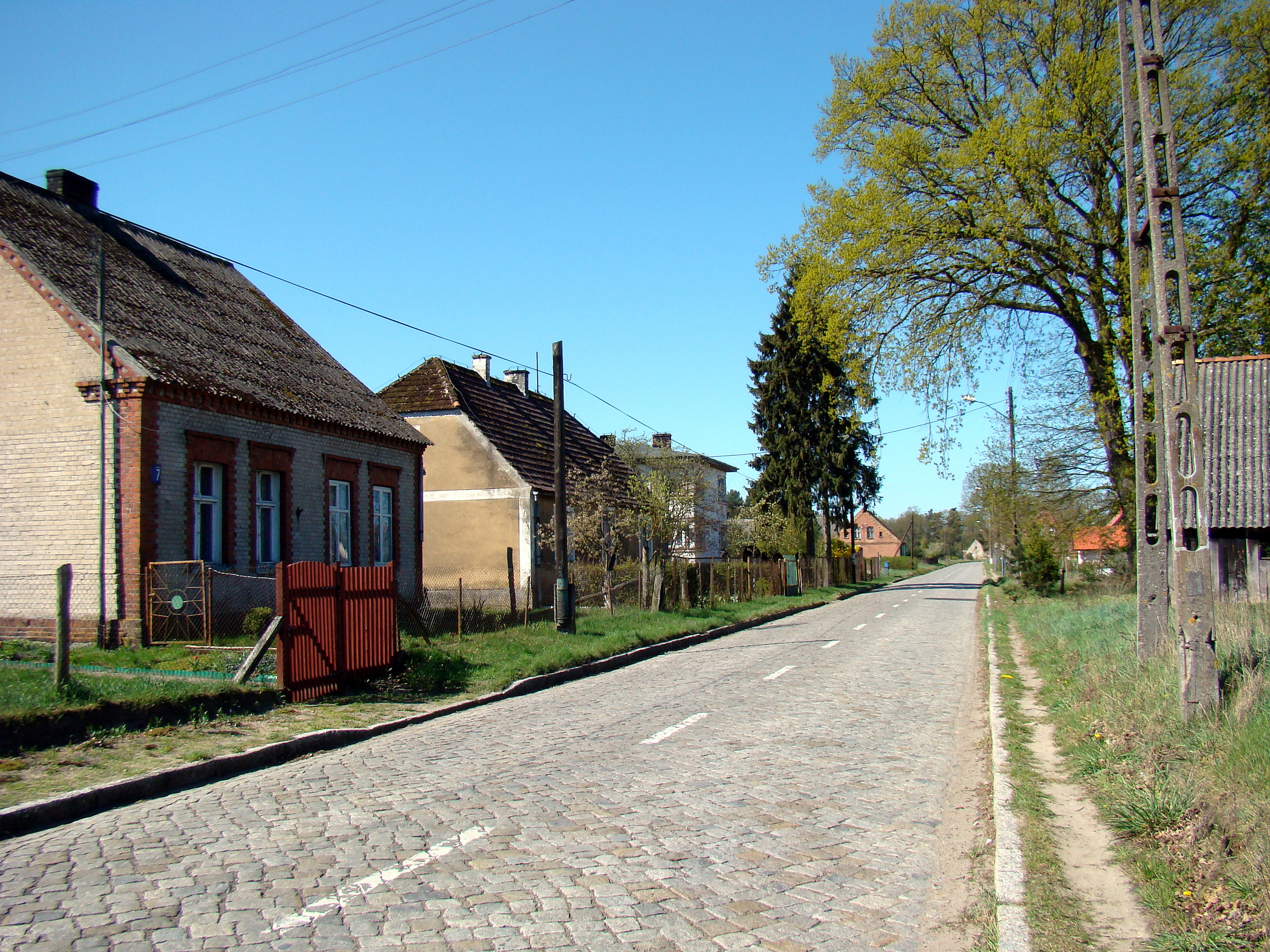
Dorfstraße

Brzózki (deutsch Althagen) ist ein Dorf der Gemeinde Nowe Warpno (Neuwarp) im Powiat Policki (Pölitzer Kreis) der polnischen Woiwodschaft Westpommern. Es ist Sitz eines Schulzenamts, zu welchem die Dörfer Myślibórz Wielki (Groß Mützelburg), Myślibórz Mały (Klein Mützelburg), Mszczuje (Moorbrück), Maszkowo (Moritzhof) und Popielewo (Haffhorst) gehören.

## Geographische Lage
Brzózki liegt im östlichen historischen Vorpommern, etwa neun Kilometer südwestlich der Stadt Nowe Warpno, 20 Kilometer nordwestlich der Stadt Police (Pölitz) und 32 Kilometer nordwestlich von Stettin (Szczecin). Das Dorf liegt an der Wojewodschaftsstraße 114 von Nowe Warpno nach Police.

## Geschichte
Die Ortschaft wurde im 19. Jahrhundert als Guts- und Kolonistendorf in zwei verschiedenen Phasen gegründet. Die ersten zehn Kolonisten wurden im Jahr 1777 vom Fiskus angesiedelt. Die zweite Hälfte der Kolonistenstellen wurde im Zeitraum 1782–1785 von dem Kriegsrat und Hinterpommerschen Steuer-Revisor August Friedrich Matthias auf zuvor erworbenem Forstgelände angelegt; gleichzeitig wurde 1783 eine Küster- und Schulstelle gegründet.
Um 1783 hatte das Dorf 22 Kolonistenstellen und vier Büdnerstellen, die zusammen eine Fläche von über 253 Morgen umfassten. Um 1867 hatte Althagen ein Bethaus, ein Küster- und Schulhaus, 37 Wohngebäude, 61 Wirtschaftsgebäude, eine Bockwindmühle und 371 Einwohner, die auf 70 Familien verteilt waren.
Am Anfang der 1930er Jahre hatte die Gemarkung Althagen eine Flächengröße von 3,2 km², und auf dem Gemeindegrund standen insgesamt 62 Wohnhäuser an drei verschiedenen Wohnorten:
1. Althagen
2. Forsthaus Horst
3. Haffhorst (heute polnisch Popielewo)

Im Jahr 1925 wurden in Althagen 336 Einwohner gezählt, die auf 90 Haushaltungen verteilt waren.
Das Dorf Althagen gehörte bis 1945 zum Landkreis Ueckermünde im Regierungsbezirk Stettin der Provinz Pommern. Nach dem Zweiten Weltkrieg wurde es zusammen mit dem sogenannten Stettiner Zipfel und Hinterpommern Polen angegliedert. Althagen wurde in Brzózki umbenannt.
Die Bewohner wurden größtenteils vertrieben und durch Polen ersetzt.

### Entwicklung der Einwohnerzahl
- 1867: 371[3]
- 1925: 336[4]
- 1933: 325[5]
- 1939: 324[5]

## Kirche
Die vor 1945 in Althagen anwesenden Einwohner gehörten fast ausschließlich dem evangelischen Glaubensbekenntnis an. Um 1867 gab es in Althagen einen katholischen Einwohner, im Jahr 1925 drei Katholiken. Die Protestanten in Althagen gehörten zum evangelischen Kirchspiel Ziegenort, die Katholiken zum katholischen Kirchspiel St. Mariae Himmelfahrt in Hoppenwalde.